# Badminton-Asienmeisterschaft für Behinderte 2016
Die Badminton-Asienmeisterschaft für Behinderte 2016 fand vom 24. bis zum 27. November 2016 in Peking statt.

## Medaillengewinner
| Disziplin            | Gold                              | Silber                                  | Bronze                                        |
| -------------------- | --------------------------------- | --------------------------------------- | --------------------------------------------- |
| Herreneinzel WH1     | Lee Sam-seop                      | Lee Dong-seop                           | Chen Linting                                  |
| Herreneinzel WH1     | Lee Sam-seop                      | Lee Dong-seop                           | Qu Zimao                                      |
| Herreneinzel WH2     | Kim Jung-jun                      | Mai Jianpeng                            | Chan Ho Yuen                                  |
| Herreneinzel WH2     | Kim Jung-jun                      | Mai Jianpeng                            | Madzlan Saibon                                |
| Herreneinzel SL3     | Manoj Sarkar                      | Chen Xiaoyu                             | Daisuke Fujihara                              |
| Herreneinzel SL3     | Manoj Sarkar                      | Chen Xiaoyu                             | Pramod Bhagat                                 |
| Herreneinzel SL4     | Suhas Lalinakere Yathiraj         | Hary Susanto                            | Bakri Omar                                    |
| Herreneinzel SL4     | Suhas Lalinakere Yathiraj         | Hary Susanto                            | Shin Kyung-hwan                               |
| Herreneinzel SU5     | Suryo Nugroho                     | Taiyo Imai                              | Oddie Listyanto Putra                         |
| Herreneinzel SU5     | Suryo Nugroho                     | Taiyo Imai                              | Cheah Liek Hou                                |
| Herreneinzel SH6     | Didin Taresoh                     | Wong Chun Yim                           | Bunthan Yaemmali                              |
| Herreneinzel SH6     | Didin Taresoh                     | Wong Chun Yim                           | Mark Joseph Dharmai                           |
| Herrendoppel WH1–WH2 | Kim Kyung-hoon Lee Dong-seop      | Kim Jung-jun Lee Sam-seop               | Chan Ho Yuen Osamu Nagashima                  |
| Herrendoppel WH1–WH2 | Kim Kyung-hoon Lee Dong-seop      | Kim Jung-jun Lee Sam-seop               | Jakarin Homhual Dumnern Junthong              |
| Herrendoppel SL3–SL4 | Ukun Rukaendi Hary Susanto        | Muhammad Huzairi Abdul Malek Bakri Omar | Anand Boregowda Manoj Sarkar                  |
| Herrendoppel SL3–SL4 | Ukun Rukaendi Hary Susanto        | Muhammad Huzairi Abdul Malek Bakri Omar | Pramod Bhagat Sukant Kadam                    |
| Herrendoppel SU5     | Cheah Liek Hou Hairol Fozi Saaba  | Suryo Nugroho Oddie Listyanto Putra     | Kohei Obara Tetsuo Ura                        |
| Herrendoppel SU5     | Cheah Liek Hou Hairol Fozi Saaba  | Suryo Nugroho Oddie Listyanto Putra     | Kim Gi-yeon Shin Kyung-hwan                   |
| Herrendoppel SH6     | Mark Joseph Dharmai Wong Chun Yim | Luo Guangliang Yan Huide                | Liang Hai Yang Jinquan                        |
| Herrendoppel SH6     | Mark Joseph Dharmai Wong Chun Yim | Luo Guangliang Yan Huide                | Kiyoshi Asai Naoto Mimura                     |
| Dameneinzel WH1      | Li Hongyan                        | Wang Ping                               | Son Ok-cha                                    |
| Dameneinzel WH1      | Li Hongyan                        | Wang Ping                               | Sujirat Pookkham                              |
| Dameneinzel WH2      | Liu Yutong                        | Amnouy Wetwithan                        | Kim Yun-sim                                   |
| Dameneinzel WH2      | Liu Yutong                        | Amnouy Wetwithan                        | Yang Fan                                      |
| Dameneinzel SL3      | Parul Dalsukhbhai Parmar          | Wandee Kamtam                           | Manasi Girishchandra Joshi                    |
| Dameneinzel SL3      | Parul Dalsukhbhai Parmar          | Wandee Kamtam                           | Asami Yamada                                  |
| Dameneinzel SL4      | Nursyazwani Shahrom               | Chiranjita Bharali                      | Ou Haishi                                     |
| Dameneinzel SU5      | Yang Qiuxia                       | Ayako Suzuki                            | Cheng Hefang                                  |
| Dameneinzel SU5      | Yang Qiuxia                       | Ayako Suzuki                            | Su Kunrong                                    |
| Dameneinzel SH6      | Li Fengmei                        | Lin Shuangbao                           | Randika Doling                                |
| Dameneinzel SH6      | Li Fengmei                        | Lin Shuangbao                           | Kannikon Yaemmali                             |
| Damendoppel WH1–WH2  | Li Hongyan Yang Fan               | Sujirat Pookkham Amnouy Wetwithan       | Etsuko Kobayashi Yuma Yamazaki                |
| Damendoppel WH1–WH2  | Li Hongyan Yang Fan               | Sujirat Pookkham Amnouy Wetwithan       | Kim Yun-sim Son Ok-cha                        |
| Damendoppel SL3–SU5  | Cheng Hefang Ma Huihui            | Akiko Sugino Asami Yamada               | Chiranjita Bharali Manasi Girishchandra Joshi |
| Damendoppel SL3–SU5  | Cheng Hefang Ma Huihui            | Akiko Sugino Asami Yamada               | Parul Dalsukhbhai Parmar Khalimatus Sadiyah   |
| Mixed WH1–WH2        | Jakarin Homhual Amnouy Wetwithan  | Lee Dong-seop Lee Sun-ae                | Kim Kyung-hoon Kim Seung-suk                  |
| Mixed WH1–WH2        | Jakarin Homhual Amnouy Wetwithan  | Lee Dong-seop Lee Sun-ae                | Lee Sam-seop Kim Yun-sim                      |
| Mixed SL3–SU5        | Toshiaki Suenaga Akiko Sugino     | Ou Wei Cheng Hefang                     | Tetsuo Ura Asami Yamada                       |
| Mixed SL3–SU5        | Toshiaki Suenaga Akiko Sugino     | Ou Wei Cheng Hefang                     | Gao Yuyang Ma Huihui                          |
| Mixed SH6            | Luo Guangliang Li Fengmei         | Mark Joseph Dharmai Randika Doling      | Yan Huide Lin Shuangbao                       |
| Mixed SH6            | Luo Guangliang Li Fengmei         | Mark Joseph Dharmai Randika Doling      | Bunthan Yaemmali Kannikon Yaemmali            |